# Новоанглийский ураган
Новоанглийский ураган 1938 года (англ. New England Hurricane of 1938), Большой новоанглийский ураган (англ. Great New England Hurricane), Лонг-Айленд Экспресс (англ. Long Island Express) или Великий ураган 1938 года (англ. The Great Hurricane of 1938) — один из немногих сильных ураганов, наносивших удар по Новой Англии. Этот тропический циклон сформировался у побережья Африки в сентябре 1938 года, достиг 5 категории по шкале Саффира — Симпсона, но снизил её до 3 категории до выхода на сушу на острове Лонг-Айленд 21 сентября. По оценкам, ураган убил от 682 до 800 человек, разрушил или значительно повредил 57 тыс. домов и нанес ущерб в 306 млн долларов США (по ценам 1938 года). Даже в 1951 году, через 13 лет, кое-где можно было увидеть поваленные деревья и разрушенные дома. Сейчас этот ураган остается сильнейшим в истории Новой Англии.